# Połowce (Polska)
Połowce (biał. Палоўцы) – wieś w Polsce położona w województwie podlaskim, w powiecie hajnowskim, w gminie Czeremcha.
| SIMC    | Nazwa      | Rodzaj    |
| ------- | ---------- | --------- |
| 0991769 | Derhawka   | część wsi |
| 0991775 | Konik      | część wsi |
| 0991781 | Opalowanka | część wsi |

W latach 1975–1998 miejscowość administracyjnie należała do województwa białostockiego.
Wieś królewska położona była w końcu XVIII wieku w powiecie brzeskolitewskim województwa brzeskolitewskiego (włość połowiecka). Za II Rzeczypospolitej miejscowość była siedzibą gminy Połowce, należącą do powiatu brzeskiego w województwie poleskim. Obszar tej gminy jest jednym z trzech niewielkich fragmentów woj. poleskiego, które po 1945 pozostały w Polsce.
Prawosławni mieszkańcy wsi należą do parafii Opieki Matki Bożej w Zubaczach, a wierni kościoła rzymskokatolickiego należą do parafii Najświętszej Maryi Panny Królowej Polski w Czeremsze. We wsi znajduje się prawosławny cmentarz z cerkwią pod wezwaniem św. Jana Teologa.

## Przejście graniczne
Znajduje się tu drogowe przejście graniczne z Białorusią.